# Kurt Rüdiger von Roques
Kurt Rüdiger Ludwig Emanuel von Roques (* 25. Mai 1890 in Nienburg a. d. Saale; † 30. Januar 1966) war ein deutscher niedergelassener Arzt, Arztschriftsteller und ein Wegbereiter der Manuellen Medizin. Er trat für die Chiropraktik ein, prägte den Begriff „Neuraltherapie“ und verfasste populäre Ratgeberliteratur sowie als K. Rüdiger Zeitungsartikel.

## Leben und Wirken
Kurt Rüdiger von Roques entstammt einer hugenottisch-preußischen Offiziersfamilie und wurde in Nienburg als Sohn von Gertrud von Roques geborener von dem Sode, und ihrem Ehemann, dem Hauptmann Maximilian von Roques geboren. Die hochrangigen Offiziere Franz von Roques und Karl von Roques waren Kurt Rüdiger von Roques’ Vettern. Im Jahr 1909 schloss er die Hauptkadettenanstalt in Berlin-Lichterfelde mit dem realgymnasialen Abitur ab und studierte anschließend Medizin an der für zukünftige Militärärzte vorgesehenen Kaiser-Wilhelm-Akademie in Berlin, wo er im Sommer 1914 mit einer Arbeit über Proteolytische Fermente der Formbestandteile des Blutes kurz vor der Verlegung an die Westfront notpromoviert wurde. Roques konnte fließend englisch, russisch und französisch sprechen. 1913/1914 hatte er unter anderem die Universität Glasgow besucht.
Für die Rettung Verwundeter wurde er im Krieg zum Unterarzt befördert und Ende Oktober 1914 erhielt er das Eiserne Kreuz II. Klasse. Im Jahr 1918 erfolgte seine Beförderung zum Oberarzt. Nach seiner Demobilisierung im selben Jahr hat er sich als praktischer Arzt in Frankfurt am Main niedergelassen. Im Jahr 1924 wurde er in Frankfurt Bediensteter des von dem Bakteriologen Wilhelm Kolle geleiteten Staatsinstituts für experimentelle Therapie. Nebenher studierte Roques einige Semester Sinologie. Nachdem er an der Frankfurter Universitätsklinik eine Weiterbildung auf dem Gebiet der Dermatologie absolviert hatte, eröffnete er 1931 eine Arztpraxis in Berlin-Lichterfelde.
Er war von dem sowjetischen Neuropathologen Alexei Dmitrijewitsch Speranski beeinflusst, dessen Theorien er, vermittelt durch den Arzt und Lebensreformer Max Bircher-Benner, 1938 in der Schweiz kennenlernte und dessen Hauptwerk A basis for the Theory of Medicine, das er 1940 von Speranski geschenkt bekommen hat, er aus dem Englischen ins Deutsche übersetzte. Er veröffentlichte erfolgreich medizinische Fachliteratur, unter anderem zu neuen bzw. alten und alternativen Heilverfahren.
Gut bekannt mit dem ebenfalls wie Roques, der 1938 brieflich vom NS-Arzt und Rassenhygieniker Werner Kollath auf diese neue Behandlungsmethodik hingewiesen wurde, an Chiropraktik interessierten Internisten Kurt Gutzeit, machte er diesen auf Speransky aufmerksam.
Von 1924 bis 1944 war seine Haupteinkommensquelle das Verfassen von Artikel für die Frankfurter Zeitung unter dem Pseudonym „K. Rüdiger“.
Von Roques leitete mit Franz Joseph Misgeld die mit ihm 1947 gegründete Akademie für ärztliche Fortbildung im amerikanischen Sektor West-Berlins, welche bis 1951 von amerikanischen Stellen finanziert wurde.
Im Dezember 1953 wurde von Roques die Forschungs- und Arbeitsgemeinschaft Chiropraktik (FAC) gegründet und er wurde zu deren Vorsitzendem gewählt. Roques gehörte zu den Wegbereitern der ärztlichen Disziplin der „Manuellen Medizin“ und prägte den Begriff der „Neuraltherapie“. In Bezug auf viele rheumatische und neurologische Erkrankungen, bei denen es an Ideen zur Therapie mangele, plädierte er für eine Prüfung von Außenseitermethoden wie Chiropraktik und Osteopathie für die Schulmedizin. In seinen Ratgeberschriften befasste er sich zudem mit Eheproblemen und Erektionsschwierigkeiten. Ab 1941 erschienen seinen deutschlandweit bekanntgewordenen populärwissenschaftlichen Veröffentlichungen Neue Medizin in der alten Hausapotheke und Noch ein paar Tropfen neue Medizin.
Ausgehend von Erfahrungen in Lazaretten an der Front entwickelte Roques Konzepte, die statt vieler Medikamente vor allem eine durch Herbeiführung von Schmerzfreiheit bewirkte Stärkung von Selbstheilungskräften der behandelten Patienten anstreben. Dazu stellte er Thesen auf, die späteren Vorstellungen von Homöostase des amerikanischen Physiologen Walter Cannon ähneln. In seiner Privatpraxis half Roques Patienten mit chronischen Schmerzen durch langfristige Behandlung mit Opium, was die Staatsanwaltschaft seinerzeit als Kunstfehler ansah.
Verheiratet war Kurt Rüdiger von Roques seit 1937 mit der ab 1958 als Abgeordnete in Berlin tätigen CDU-Politikerin Renate von Roques. Er hatte mehrere Kinder und lebte in Lichterfelde. Nach Kriegsbeginn wurde er Oberfeldarzt beim Generalkommando in Berlin. Im Mai 1945 wurde er zum Bezirksbürgermeister in Berlin-Steglitz ernannt und 1947 betrieb er bereits wieder seine ärztliche Praxis. Am 8. April 1963 erhob die Berliner Staatsanwaltschaft Anklage gegen Roques wegen fortgesetzter „Unzucht mit Männern“ und der Beschuldigte räumte ein, seit mindestens 1958 um den Bahnhof Zoo „Männerbekanntschaften“ gesucht zu haben, um mit diesen jugendlichen Liebhabern die Pension Gunia aufzusuchen. Da er laut Gericht (aber nicht nach Ansicht der Senatskanzlei des Regierenden Bürgermeisters von Berlin) ansonsten eine „untadelige Persönlichkeit“ gewesen sei, wurde er nicht mit Gefängnis bestraft, sondern zu einer Geldstrafe verurteilt.

## Auszeichnungen
- 1914: Eisernes Kreuz Zweiter Klasse
- 1960: Bundesverdienstkreuz Erster Klasse

## Veröffentlichungen (Auswahl)
- Neue Medizin in der alten Hausapotheke. Societäts-Verlag, Frankfurt am Main 1941 (= Frankfurter Bücher. Forschung  und Leben. Band 6).
- mit Emil Hartmann: Bromostrontiuran, ein Mittel zur Bekämpfung juckender Hauterkrankungen. In: Münchener medizinische Wochenschrift. Band 73, 1926, S. 1841–1843.
- Die Stellung der Heilanästhesien in der Pathologie und Therapie. In: Münchener medizinische Wochenschrift. Band 87, 1940, S. 34–37. (Aufsatz zu Speranski)
- Noch ein paar Tropfen neue Medizin. Frankfurt am Main 1942.
- Entspannung als Selbst-Hypnose. In: Der Wendepunkt im Leben und im Leiden. Band 20, 1943, S. 297–302 und 350–355.
- Schattenrisse einer kommenden Medizin. Berlin/Hannover 1948. Mit autobiographischen Angaben des Verfassers aus dem Jahr 1947.
- Unser Hausarzt hat gesagt. 2. Auflage. Berlin (West) 1949.
- als Übersetzer: Alexei D. Speransky: Grundlagen einer Theorie der Medizin. Berechtigte Übersetzung ins Deutsche von K. R. von Roques. Berlin 1950.
- Du und die Medizin. Neue und alte Kunde vom Heilen. Berlin (West) 1951.
- als Übersetzer: Logan Clendening: Der menschliche Körper. Sein Aufbau, seine Organe, ihre Funktionen und Krankheiten. Berlin (West) 1953.
- als Übersetzer: Fred W. Illi: Becken und Chiropraktik. Neue Erkenntnisse und Behandlungsmöglichkeiten. Übersetzt von Kurt Rüdiger von Roques und Freimut Biedermann. Saulgau 1953.
- Über Notwendigkeit und Form des Einbaus der Chiropraktik in die Medizin. In: Neuralmedizin. 2, 1954, S. 156–161.
- Bittersüße Medizin. Stuttgart 1956.
- Alte Heilweisen neu entdeckt. Ein Buch für Gesunde und Kranke. Frankfurt am Main 1957.
- mit Walther von Hollander: Fibel für Manager. Gütersloh 1958.
- Akademie für ärztliche Fortbildung. Rückblick und Ausblick 1959. In: Berliner Ärzteblatt (Rotes Blatt). Band 72, 1959, S. 43–44.